# Zimowe Igrzyska Olimpijskie 1952
VI Zimowe Igrzyska Olimpijskie odbyły się w norweskiej stolicy Oslo w 1952 roku. Uczestniczyło w nich 694 zawodników (109 kobiet) z 30 krajów. Po raz pierwszy po II wojnie światowej wystąpiła reprezentacja Niemiec Zachodnich i Japonii. Reprezentacja Niemiec Wschodnich odmówiła wzięcia udziału w igrzyskach po tym, jak MKOl zaproponował, aby reprezentacje RFN i NRD wystąpiły pod jedną flagą. Zawodnicy Związku Radzieckiego także do igrzysk nie przystąpili. Na igrzyskach w Oslo zadebiutowały reprezentacje Portugalii i Nowej Zelandii.

## Wybór gospodarza
Do organizacji zimowych igrzysk olimpijskich w 1952 roku kandydowały trzy miasta: Cortina d’Ampezzo, Lake Placid i Oslo.
| Miasto            | Państwo           | Runda 1 |
| Oslo              | Norwegia          | 18      |
| Cortina d’Ampezzo | Włochy            | 9       |
| Lake Placid       | Stany Zjednoczone | 1       |

Międzynarodowy Komitet Olimpijski 21 czerwca 1947 wybrał z tego grona jedno miasto Oslo.

## Państwa biorące udział w VI Zimowych Igrzyskach Olimpijskich

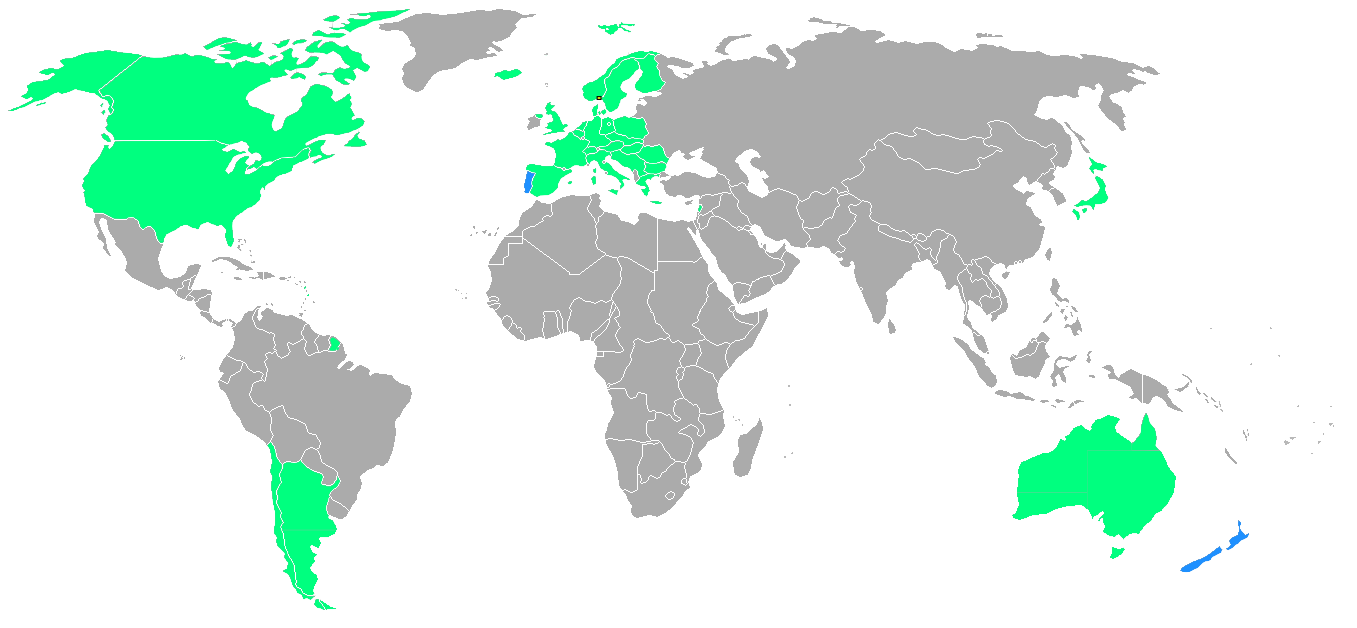
Państwa uczestniczące w Zimowych Igrzyskach Olimpijskich 1952

| - Argentyna - Australia - Austria - Belgia - Bułgaria - Chile - Czechosłowacja - Dania - Finlandia - Francja - Grecja - Hiszpania - Holandia - Islandia - Japonia |  | - Jugosławia - Kanada - Liban - Norwegia - Nowa Zelandia - Polska - Portugalia - Niemcy - Rumunia - Stany Zjednoczone - Szwajcaria - Szwecja - Węgry - Wielka Brytania - Włochy |

## Rozgrywane dyscypliny
Uczestnicy zimowych igrzysk w Oslo w 1952 roku rywalizowali w 22 konkurencjach w 6 dyscyplinach sportowych.
| - Biegi narciarskie (4) - Bobsleje (2) - Hokej na lodzie (1) - Kombinacja norweska (1) | - Łyżwiarstwo figurowe (3) - Łyżwiarstwo szybkie (4) - Narciarstwo alpejskie (6) - Skoki narciarskie (1) |

## Rozgrywana dyscyplina pokazowa
Uczestnicy zimowych igrzysk w Oslo w 1952 roku rywalizowali w 1 konkurencji w 1 dyscyplinie sportowej.
| - Bandy (1) |

## Klasyfikacja medalowa
Legenda:
     Organizator igrzysk (Norwegia)
| Klasyfikacja medalowa |                   |       |        |      |       |
| Lp.                   | Państwo           | złoto | srebro | brąz | razem |
| 1                     | Norwegia          | 7     | 3      | 6    | 16    |
| 2                     | Stany Zjednoczone | 4     | 6      | 1    | 11    |
| 3                     | Finlandia         | 3     | 4      | 2    | 9     |
| 4                     | Niemcy            | 3     | 2      | 2    | 7     |
| 5                     | Austria           | 2     | 4      | 2    | 8     |
| 6                     | Kanada            | 1     | 0      | 1    | 2     |
|                       | Włochy            | 1     | 0      | 1    | 2     |
| 8                     | Wielka Brytania   | 1     | 0      | 0    | 1     |
| 9                     | Holandia          | 0     | 3      | 0    | 3     |
| 10                    | Szwecja           | 0     | 0      | 4    | 4     |
| 11                    | Szwajcaria        | 0     | 0      | 2    | 2     |
| 12                    | Francja           | 0     | 0      | 1    | 1     |
|                       | Węgry             | 0     | 0      | 1    | 1     |
| Łącznie               | Łącznie           | 22    | 22     | 23   | 67    |

## Osiągnięcia Reprezentacji Polski
| Osiągnięcia Reprezentacji Polski | Osiągnięcia Reprezentacji Polski | Osiągnięcia Reprezentacji Polski | Osiągnięcia Reprezentacji Polski | Osiągnięcia Reprezentacji Polski |
| dyscyplina                       | konkurencja                      | reprezentant                     | miejsce                          |                                  |
| -------------------------------- | -------------------------------- | -------------------------------- | -------------------------------- | -------------------------------- |
| hokej na lodzie                  |                                  | Reprezentacja narodowa           | 6.                               |                                  |